# John Popham
John Popham, född 1531, död den 10 juni 1607, var en engelsk talman, attorney general och Lord Chief Justice. Popham föddes i Huntworth, Somerset i England och hans föräldrar var Alexander Popham och Jane Stradling, dotter till Sir Edward Stradling vid St Donat's Castle, Glamorgan. Popham studerade vid Balliol College i Oxford och gick med i Middle Temple innan han påbörjade sin juridiska karriär.
Popham var parlamentsledamot för Lyme Regis 1558 och för Bristol 1571 och 1572 innan han blev utsedd till fredsdomare i Somerset. 1581 utsågs han till talman i det brittiska underhuset och senare samma år även attorney general. 1592, efter Sir Christopher Wrays död, blev Popham Lord Chief Justice; en position han höll fram till sin egen död. Han var en välbärgad man och ägde flera fastigheter, däribland Publow i Somerset, Littlecote House i Wiltshire samt Hemyock Castle i Devon. Popham startade även en grammar school år 1604 i staden Tiverton, Devon under namnet Blundell's School (uppkallad efter Peter Blundell). 
Popham presiderade över flera kända rättegångar, däribland de mot Maria Stuart (1587), jesuiten Robert Southwell (1595), Sir Walter Raleigh (1603) och krutkonspiratörerna (1606). Popham avled sedan den 10 juni 1607 i Wellington, Somerset och begravdes i Johannes Döparens kyrka där.

## Familj
Popham och hans fru, Amy Games, fick tillsammans sex barn:
- Sir Francis Popham, som gifte sig med Anne Gardiner Dudley.
- Penelope Popham.
- Elinor Popham.
- Elizabeth Popham.
- Mary Popham.
- Amy Popham.